# Арменто
Арменто (итал. Armento) је насеље у Италији у округу Потенца, региону Базиликата.
Према процени из 2011. у насељу је живело 588 становника. Насеље се налази на надморској висини од 648 м.

## Становништво
| 1931. | 1936. | 1951. | 1961. | 1971. | 1981. | 1991. | 2001. | 2011. |
| ----- | ----- | ----- | ----- | ----- | ----- | ----- | ----- | ----- |
| 1.728 | 1.854 | 2.055 | 2.095 | 1.541 | 1.137 | 946   | 800   | 679   |